# Copa Libertadores da América de 2004
A Copa Libertadores da América de 2004 foi a 45.ª edição da competição de futebol realizada todos os anos pela Confederação Sul-Americana de Futebol (CONMEBOL). Equipes das dez associações sul-americanas mais o México participaram do torneio.
Grande sensação dessa Libertadores, o Once Caldas tornou-se o campeão (sendo o segundo clube da Colômbia a conquistar o feito; o primeiro foi o Atlético Nacional em 1989) ao vencer o então atual campeão Boca Juniors nos pênaltis por 2 a 0, no Estádio Palogrande, em Manizales.
Com o título, o clube pôde disputar a Copa Intercontinental de 2004, contra o Porto, de Portugal, campeão da Liga dos Campeões da UEFA de 2003-04, além de ter participado da Recopa Sul-Americana de 2005, contra o campeão da Sul-Americana de 2004.

## Equipes classificadas
| País                                  | Equipe                    | Classificação                                                          |
| ------------------------------------- | ------------------------- | ---------------------------------------------------------------------- |
| Argentina · (4 vagas + atual campeão) | Boca Juniors              | Campeão da Libertadores 2003                                           |
| Argentina · (4 vagas + atual campeão) | Independiente             | Campeão do Torneio Apertura 2002-03                                    |
| Argentina · (4 vagas + atual campeão) | River Plate               | Campeão do Torneio Clausura 2002-03                                    |
| Argentina · (4 vagas + atual campeão) | Vélez Sarsfield           | 3ª melhor pontuação na tabela agregada de 2002-03                      |
| Argentina · (4 vagas + atual campeão) | Rosário Central           | 4ª melhor pontuação na tabela agregada de 2002-03                      |
| Bolívia · (3 vagas)                   | The Strongest             | Campeão do Campeonato Boliviano 2003                                   |
| Bolívia · (3 vagas)                   | Jorge Wilstermann         | Vice-campeão do Campeonato Boliviano 2003                              |
| Bolívia · (3 vagas)                   | Bolívar                   | 3º lugar no Campeonato Boliviano 2003                                  |
| Brasil · (5 vagas)                    | Cruzeiro                  | Campeão do Campeonato Brasileiro Série A 2003 e da Copa do Brasil 2003 |
| Brasil · (5 vagas)                    | Santos                    | Vice-campeão do Campeonato Brasileiro Série A 2003                     |
| Brasil · (5 vagas)                    | São Paulo                 | 3º colocado no Campeonato Brasileiro Série A 2003                      |
| Brasil · (5 vagas)                    | São Caetano               | 4º colocado no Campeonato Brasileiro Série A 2003                      |
| Brasil · (5 vagas)                    | Coritiba                  | 5º colocado no Campeonato Brasileiro Série A 2003                      |
| Chile · (3 vagas)                     | Cobreloa                  | Campeão do Torneio Apertura 2003                                       |
| Chile · (3 vagas)                     | Universidad de Concepción | Melhor pontuação na temporada de 2003                                  |
| Chile · (3 vagas)                     | Colo-Colo                 | 2º melhor pontuação na temporada de 2003                               |
| Colômbia · (3 vagas)                  | Once Caldas               | Campeão do Campeonato Apertura 2003                                    |
| Colômbia · (3 vagas)                  | Deportes Tolima           | Campeão do Torneio Finalización 2003                                   |
| Colômbia · (3 vagas)                  | Deportivo Cali            | Melhor pontuação no Campeonato Colombiano 2003                         |
| Equador · (3 vagas)                   | LDU Quito                 | Campeão do Campeonato Equatoriano 2003                                 |
| Equador · (3 vagas)                   | Barcelona de Guayaquil    | Vice-campeão do Campeonato Equatoriano 2003                            |
| Equador · (3 vagas)                   | El Nacional               | 3º colocado no Campeonato Equatoriano 2003                             |
| Paraguai · (3 vagas)                  | Libertad                  | Campeão do Campeonato Paraguaio 2003                                   |
| Paraguai · (3 vagas)                  | Guaraní                   | Vice-campeão do Torneio Apertura 2003                                  |
| Paraguai · (3 vagas)                  | Olimpia                   | Vice-campeão do Torneio Clausura 2003                                  |
| Peru · (3 vagas)                      | Alianza Lima              | Campeão do Campeonato Descentralizado 2003                             |
| Peru · (3 vagas)                      | Sporting Cristal          | Vice-campeão do Campeonato Descentralizado 2003                        |
| Peru · (3 vagas)                      | Cienciano                 | Campeão do quadrangular de classificação da Libertadores               |
| Uruguai · (3 vagas)                   | Peñarol                   | Campeão do Campeonato Uruguaio 2003                                    |
| Uruguai · (3 vagas)                   | Nacional                  | Vice-campeão do Campeonato Uruguaio 2003                               |
| Uruguai · (3 vagas)                   | Fénix                     | Campeão da Miniliga Pré-Libertadores 2003                              |
| Venezuela · (3 vagas)                 | Caracas                   | Campeão do Campeonato Venezuelano de 2002-03                           |
| Venezuela · (3 vagas)                 | Unión Maracaibo           | Vice-campeão do Campeonato Venezuelano de 2002-03                      |
| Venezuela · (3 vagas)                 | Deportivo Táchira         | 3º colocado no Campeonato Venezuelano de 2002-03                       |
| México · (2 vagas)                    | Santos Laguna             | Campeão da Pré-Libertadores 2003-04                                    |
| México · (2 vagas)                    | América                   | Vice-campeão da Pré-Libertadores 2003-04                               |

## Fase de grupos
A fase de grupos foi disputada entre 3 de fevereiro e 22 de abril. As nove melhores equipes de cada grupo se classificaram para a fase final e as sete segundas colocadas também. As outras quatro equipes tiveram de disputar a repescagem para conseguir a classificação às oitavas-de-final.
|  | Equipes classificadas para a fase final                |
|  | Equipes classificadas como melhores segundos colocados |
|  | Equipes classificadas na repescagem                    |
|  | Equipes eliminadas                                     |

### Grupo 1
| Equipe        | Pts | J | V | E | D | GP | GC | SG  |
| ------------- | --- | - | - | - | - | -- | -- | --- |
| América       | 13  | 6 | 4 | 1 | 1 | 11 | 5  | +6  |
| São Caetano   | 8   | 6 | 2 | 2 | 2 | 10 | 8  | +2  |
| Peñarol       | 8   | 6 | 2 | 2 | 2 | 9  | 7  | +2  |
| The Strongest | 4   | 6 | 1 | 1 | 4 | 4  | 14 | -10 |

|               | AME | SCA | PEN | STR |
| ------------- | --- | --- | --- | --- |
| América       | –   | 2–1 | 3–1 | 4–0 |
| São Caetano   | 1–2 | –   | 1–1 | 4–2 |
| Peñarol       | 2–0 | 1–1 | –   | 4–0 |
| The Strongest | 0–0 | 0–2 | 2–0 | –   |

### Grupo 2
| Equipe          | Pts | J | V | E | D | GP | GC | SG |
| --------------- | --- | - | - | - | - | -- | -- | -- |
| Once Caldas     | 13  | 6 | 4 | 1 | 1 | 11 | 6  | +5 |
| Unión Maracaibo | 8   | 6 | 2 | 2 | 2 | 10 | 9  | +1 |
| Vélez Sarsfield | 7   | 6 | 2 | 1 | 3 | 7  | 9  | -2 |
| Fénix           | 5   | 6 | 1 | 2 | 3 | 6  | 10 | -4 |

|                 | ONC | UAM | VEL | FEN |
| --------------- | --- | --- | --- | --- |
| Once Caldas     | –   | 2–1 | 2–0 | 3–0 |
| Unión Maracaibo | 1–2 | –   | 4–2 | 1–1 |
| Vélez Sarsfield | 2–0 | 1–1 | –   | 1–0 |
| Fénix           | 2–2 | 1–2 | 2–1 | –   |

### Grupo 3
| Equipe                    | Pts | J | V | E | D | GP | GC | SG |
| ------------------------- | --- | - | - | - | - | -- | -- | -- |
| Cruzeiro                  | 13  | 6 | 4 | 1 | 1 | 15 | 6  | +9 |
| Santos Laguna             | 12  | 6 | 3 | 3 | 0 | 10 | 6  | +4 |
| Caracas                   | 6   | 6 | 2 | 0 | 4 | 8  | 12 | -4 |
| Universidad de Concepción | 2   | 6 | 0 | 2 | 4 | 7  | 16 | -9 |

|                           | CRU | SLA | CAR | UCO |
| ------------------------- | --- | --- | --- | --- |
| Cruzeiro                  | –   | 1–1 | 3–1 | 5–0 |
| Santos Laguna             | 1–0 | –   | 3–1 | 2–2 |
| Caracas                   | 2–3 | 0–1 | –   | 1–0 |
| Universidad de Concepción | 1–3 | 2–2 | 2–3 | –   |

### Grupo 4
| Equipe       | Pts | J | V | E | D | GP | GC | SG  |
| ------------ | --- | - | - | - | - | -- | -- | --- |
| São Paulo    | 15  | 6 | 5 | 0 | 1 | 11 | 7  | +4  |
| LDU Quito    | 12  | 6 | 4 | 0 | 2 | 13 | 3  | +10 |
| Alianza Lima | 9   | 6 | 3 | 0 | 3 | 6  | 8  | -2  |
| Cobreloa     | 0   | 6 | 0 | 0 | 6 | 3  | 15 | -12 |

|              | SPA | LDU | ALI | COB |
| ------------ | --- | --- | --- | --- |
| São Paulo    | –   | 1–0 | 3–1 | 3–1 |
| LDU Quito    | 3–0 | –   | 3-0 | 5–1 |
| Alianza Lima | 1–2 | 1–0 | –   | 2-0 |
| Cobreloa     | 1-2 | 0–2 | 0-1 | –   |

### Grupo 5
| Equipe        | Pts | J | V | E | D | GP | GC | SG |
| ------------- | --- | - | - | - | - | -- | -- | -- |
| Nacional      | 12  | 6 | 3 | 3 | 0 | 7  | 4  | +3 |
| Independiente | 8   | 6 | 2 | 2 | 2 | 9  | 7  | +2 |
| Cienciano     | 7   | 6 | 2 | 1 | 3 | 10 | 12 | -2 |
| El Nacional   | 5   | 6 | 1 | 2 | 3 | 6  | 9  | -3 |

|               | CNF | IND | CIE | ELN |
| ------------- | --- | --- | --- | --- |
| Nacional      | –   | 0–0 | 1–0 | 3–2 |
| Independiente | 1–1 | –   | 4–2 | 2–0 |
| Cienciano     | 1–2 | 3–2 | –   | 1–0 |
| El Nacional   | 0–0 | 1–0 | 3–3 | –   |

### Grupo 6
| Equipe            | Pts | J | V | E | D | GP | GC | SG |
| ----------------- | --- | - | - | - | - | -- | -- | -- |
| River Plate       | 11  | 6 | 3 | 2 | 1 | 10 | 6  | +4 |
| Deportivo Táchira | 10  | 6 | 2 | 4 | 0 | 8  | 4  | +4 |
| Deportes Tolima   | 5   | 6 | 1 | 2 | 3 | 6  | 9  | -3 |
| Libertad          | 5   | 6 | 1 | 2 | 3 | 5  | 10 | -5 |

|                   | RIV | TAC | TOL | LIB |
| ----------------- | --- | --- | --- | --- |
| River Plate       | –   | 2–2 | 1–0 | 4–1 |
| Deportivo Táchira | 0–0 | –   | 2–0 | 2–0 |
| Deportes Tolima   | 2–3 | 1–1 | –   | 3–2 |
| Libertad          | 1–0 | 1–1 | 0–0 | –   |

### Grupo 7
| Equipe                 | Pts | J | V | E | D | GP | GC | SG  |
| ---------------------- | --- | - | - | - | - | -- | -- | --- |
| Santos                 | 16  | 6 | 5 | 1 | 0 | 16 | 6  | +10 |
| Barcelona de Guayaquil | 8   | 6 | 2 | 2 | 2 | 9  | 6  | +3  |
| Guaraní                | 6   | 6 | 1 | 3 | 2 | 6  | 7  | -1  |
| Jorge Wilstermann      | 2   | 6 | 0 | 2 | 4 | 5  | 17 | -12 |

|                        | SAN | BAR | GUA | JWI |
| ---------------------- | --- | --- | --- | --- |
| Santos                 | –   | 1–0 | 2–2 | 5–0 |
| Barcelona de Guayaquil | 1–3 | –   | 2–0 | 4–0 |
| Guaraní                | 1–2 | 0–0 | –   | 3–1 |
| Jorge Wilstermann      | 2–3 | 2–2 | 0–0 | –   |

### Grupo 8
| Equipe         | Pts | J | V | E | D | GP | GC | SG |
| -------------- | --- | - | - | - | - | -- | -- | -- |
| Boca Juniors   | 12  | 6 | 4 | 0 | 2 | 10 | 4  | +6 |
| Deportivo Cali | 9   | 6 | 3 | 0 | 3 | 9  | 9  | 0  |
| Bolívar        | 9   | 6 | 3 | 0 | 3 | 7  | 9  | -2 |
| Colo-Colo      | 6   | 6 | 2 | 0 | 4 | 6  | 10 | -4 |

|                | BOC | DCA | BOL | COL |
| -------------- | --- | --- | --- | --- |
| Boca Juniors   | –   | 3–0 | 3–0 | 2–0 |
| Deportivo Cali | 0–1 | –   | 3–1 | 3–1 |
| Bolívar        | 3–1 | 1–0 | –   | 2–0 |
| Colo-Colo      | 1–0 | 2–3 | 2–0 | –   |

### Grupo 9
| Equipe           | Pts | J | V | E | D | GP | GC | SG |
| ---------------- | --- | - | - | - | - | -- | -- | -- |
| Sporting Cristal | 10  | 6 | 3 | 1 | 2 | 13 | 9  | +4 |
| Rosário Central  | 10  | 6 | 3 | 1 | 2 | 8  | 8  | 0  |
| Coritiba         | 8   | 6 | 2 | 2 | 2 | 7  | 8  | -1 |
| Olimpia          | 5   | 6 | 1 | 2 | 3 | 7  | 10 | -3 |

|                  | SCR | RCE | CTB | OLI |
| ---------------- | --- | --- | --- | --- |
| Sporting Cristal | –   | 4–1 | 4–1 | 3–2 |
| Rosário Central  | 1–1 | –   | 2–0 | 2–1 |
| Coritiba         | 2–0 | 2–0 | –   | 1–1 |
| Olimpia          | 2–1 | 0–2 | 1–1 | –   |

### Melhores segundos colocados
| Equipe                 | Pts | J | V | E | D | GP | GC | SG  | Grupo |
| ---------------------- | --- | - | - | - | - | -- | -- | --- | ----- |
| LDU Quito              | 12  | 6 | 4 | 0 | 2 | 13 | 3  | +10 | 4     |
| Santos Laguna          | 12  | 6 | 3 | 3 | 0 | 10 | 6  | +4  | 3     |
| Deportivo Táchira      | 10  | 6 | 2 | 4 | 0 | 8  | 4  | +4  | 6     |
| Rosário Central        | 10  | 6 | 3 | 1 | 2 | 8  | 8  | 0   | 9     |
| Deportivo Cali         | 9   | 6 | 3 | 0 | 3 | 9  | 9  | 0   | 8     |
| Barcelona de Guayaquil | 8   | 6 | 2 | 2 | 2 | 9  | 6  | +3  | 7     |
| São Caetano            | 8   | 6 | 2 | 2 | 2 | 10 | 8  | +2  | 1     |
| Independiente          | 8   | 6 | 2 | 2 | 2 | 9  | 7  | +2  | 5     |
| Unión Maracaibo        | 8   | 6 | 2 | 2 | 2 | 10 | 9  | +1  | 2     |

### Repescagem
| Chave | Equipe 1               | Total       | Equipe 2        |
| ----- | ---------------------- | ----------- | --------------- |
| A     | São Caetano            | 2–2 (2–1 p) | Independiente   |
| B     | Barcelona de Guayaquil | 6–1         | Unión Maracaibo |

## Fase final
| Pos. | Primeiros dos grupos | Pts | J | V | E | D | GP | GC | SG  | Ap  |
| ---- | -------------------- | --- | - | - | - | - | -- | -- | --- | --- |
| 1    | Santos               | 16  | 6 | 5 | 1 | 0 | 16 | 6  | +10 | 89% |
| 2    | São Paulo            | 15  | 6 | 5 | 0 | 1 | 11 | 7  | +4  | 83% |
| 3    | Cruzeiro             | 13  | 6 | 4 | 1 | 1 | 15 | 6  | +9  | 72% |
| 4    | América              | 13  | 6 | 4 | 1 | 1 | 11 | 5  | +6  | 72% |
| 5    | Once Caldas          | 13  | 6 | 4 | 1 | 1 | 11 | 6  | +5  | 72% |
| 6    | Boca Juniors         | 12  | 6 | 4 | 0 | 2 | 10 | 4  | +6  | 67% |
| 7    | Nacional             | 12  | 6 | 3 | 3 | 0 | 7  | 4  | +3  | 67% |
| 8    | River Plate          | 11  | 6 | 3 | 2 | 1 | 10 | 6  | +4  | 61% |

| Pos. | Segundos dos grupos    | Pts | J | V | E | D | GP | GC | SG  | Ap  |
| ---- | ---------------------- | --- | - | - | - | - | -- | -- | --- | --- |
| 9    | Sporting Cristal       | 10  | 6 | 3 | 1 | 2 | 13 | 9  | +4  | 56% |
| 10   | LDU Quito              | 12  | 6 | 4 | 0 | 2 | 13 | 3  | +10 | 67% |
| 11   | Santos Laguna          | 12  | 6 | 3 | 3 | 0 | 10 | 6  | +4  | 67% |
| 12   | Deportivo Táchira      | 10  | 6 | 2 | 4 | 0 | 8  | 4  | +4  | 56% |
| 13   | Rosário Central        | 10  | 6 | 3 | 1 | 2 | 8  | 8  | 0   | 56% |
| 14   | Deportivo Cali         | 9   | 6 | 3 | 0 | 3 | 9  | 9  | 0   | 50% |
| 15   | Barcelona de Guayaquil | 8   | 6 | 2 | 2 | 2 | 9  | 6  | +3  | 44% |
| 16   | São Caetano            | 8   | 6 | 2 | 2 | 2 | 10 | 8  | +2  | 44% |

### Esquema
|  | Oitavas de final       | Oitavas de final   | Oitavas de final | Oitavas de final |       |             | Quartas de final | Quartas de final | Quartas de final | Quartas de final |  |                    | Semifinais      | Semifinais      | Semifinais      | Semifinais      |              |   | Final                    | Final                    | Final                    | Final                    |
|  | 4 a 13 de maio         | 4 a 13 de maio     | 4 a 13 de maio   | 4 a 13 de maio   |       |             | 20 a 27 de maio  | 20 a 27 de maio  | 20 a 27 de maio  | 20 a 27 de maio  |  |                    | 9 a 17 de junho | 9 a 17 de junho | 9 a 17 de junho | 9 a 17 de junho |              |   | 23 de junho e 1 de julho | 23 de junho e 1 de julho | 23 de junho e 1 de julho | 23 de junho e 1 de julho |
|  |                        |                    |                  |                  |       |             |                  |                  |                  |                  |  |                    |                 |                 |                 |                 |              |   |                          |                          |                          |                          |
|  | São Caetano            | 2                  | 1                | 3                |       |             |                  |                  |                  |                  |  |                    |                 |                 |                 |                 |              |   |                          |                          |                          |                          |
|  | América                | 1                  | 1                | 2                |       |             |                  |                  |                  |                  |  |                    |                 |                 |                 |                 |              |   |                          |                          |                          |                          |
|  | América                | 1                  | 1                | 2                |       | São Caetano | 0                | 1                | 1 (3)            |                  |  |                    |                 |                 |                 |                 |              |   |                          |                          |                          |                          |
|  |                        |                    |                  |                  |       | São Caetano | 0                | 1                | 1 (3)            |                  |  |                    |                 |                 |                 |                 |              |   |                          |                          |                          |                          |
|  |                        | Boca Juniors (pen) | 0                | 1                | 1 (4) |             |                  |                  |                  |                  |  |                    |                 |                 |                 |                 |              |   |                          |                          |                          |                          |
|  | Sporting Cristal       | Boca Juniors (pen) | 0                | 1                | 1 (4) | 2           | 1                | 3                |                  |                  |  |                    |                 |                 |                 |                 |              |   |                          |                          |                          |                          |
|  | Sporting Cristal       |                    |                  |                  |       | 2           | 1                | 3                |                  |                  |  |                    |                 |                 |                 |                 |              |   |                          |                          |                          |                          |
|  | Boca Juniors           | 3                  | 2                | 5                |       |             |                  |                  |                  |                  |  |                    |                 |                 |                 |                 |              |   |                          |                          |                          |                          |
|  | Boca Juniors           | 3                  | 2                | 5                |       |             |                  |                  |                  |                  |  | Boca Juniors (pen) | 1               | 1               | 2 (5)           |                 |              |   |                          |                          |                          |                          |
|  |                        |                    |                  |                  |       |             |                  |                  |                  |                  |  | Boca Juniors (pen) | 1               | 1               | 2 (5)           |                 |              |   |                          |                          |                          |                          |
|  |                        | River Plate        | 0                | 2                | 2 (4) |             |                  |                  |                  |                  |  |                    |                 |                 |                 |                 |              |   |                          |                          |                          |                          |
|  | Santos Laguna          | River Plate        | 0                | 2                | 2 (4) | 0           | 2                | 2 (2)            |                  |                  |  |                    |                 |                 |                 |                 |              |   |                          |                          |                          |                          |
|  | Santos Laguna          |                    |                  |                  |       | 0           | 2                | 2 (2)            |                  |                  |  |                    |                 |                 |                 |                 |              |   |                          |                          |                          |                          |
|  | River Plate (pen)      | 1                  | 1                | 2 (4)            |       |             |                  |                  |                  |                  |  |                    |                 |                 |                 |                 |              |   |                          |                          |                          |                          |
|  | River Plate (pen)      | 1                  | 1                | 2 (4)            |       | River Plate | 1                | 3                | 4                |                  |  |                    |                 |                 |                 |                 |              |   |                          |                          |                          |                          |
|  |                        |                    |                  |                  |       | River Plate | 1                | 3                | 4                |                  |  |                    |                 |                 |                 |                 |              |   |                          |                          |                          |                          |
|  |                        | Deportivo Cali     | 0                | 1                | 1     |             |                  |                  |                  |                  |  |                    |                 |                 |                 |                 |              |   |                          |                          |                          |                          |
|  | Deportivo Cali (pen)   | Deportivo Cali     | 0                | 1                | 1     | 1           | 1                | 2 (3)            |                  |                  |  |                    |                 |                 |                 |                 |              |   |                          |                          |                          |                          |
|  | Deportivo Cali (pen)   |                    |                  |                  |       | 1           | 1                | 2 (3)            |                  |                  |  |                    |                 |                 |                 |                 |              |   |                          |                          |                          |                          |
|  | Cruzeiro               | 0                  | 2                | 2 (0)            |       |             |                  |                  |                  |                  |  |                    |                 |                 |                 |                 |              |   |                          |                          |                          |                          |
|  | Cruzeiro               | 0                  | 2                | 2 (0)            |       |             |                  |                  |                  |                  |  |                    |                 |                 |                 |                 | Boca Juniors | 0 | 1                        | 1 (0)                    |                          |                          |
|  |                        |                    |                  |                  |       |             |                  |                  |                  |                  |  |                    |                 |                 |                 |                 |              | 0 | 1                        | 1 (0)                    |                          |                          |
|  |                        | Once Caldas (pen)  | 0                | 1                | 1 (2) |             |                  |                  |                  |                  |  |                    |                 |                 |                 |                 |              |   |                          |                          |                          |                          |
|  | Rosário Central        | Once Caldas (pen)  | 0                | 1                | 1 (2) | 1           | 1                | 2 (4)            |                  |                  |  |                    |                 |                 |                 |                 |              |   |                          |                          |                          |                          |
|  | Rosário Central        |                    |                  |                  |       | 1           | 1                | 2 (4)            |                  |                  |  |                    |                 |                 |                 |                 |              |   |                          |                          |                          |                          |
|  | São Paulo (pen)        | 0                  | 2                | 2 (5)            |       |             |                  |                  |                  |                  |  |                    |                 |                 |                 |                 |              |   |                          |                          |                          |                          |
|  | São Paulo (pen)        | 0                  | 2                | 2 (5)            |       | São Paulo   | 3                | 4                | 7                |                  |  |                    |                 |                 |                 |                 |              |   |                          |                          |                          |                          |
|  |                        |                    |                  |                  |       | São Paulo   | 3                | 4                | 7                |                  |  |                    |                 |                 |                 |                 |              |   |                          |                          |                          |                          |
|  |                        | Deportivo Táchira  | 0                | 1                | 1     |             |                  |                  |                  |                  |  |                    |                 |                 |                 |                 |              |   |                          |                          |                          |                          |
|  | Deportivo Táchira      | Deportivo Táchira  | 0                | 1                | 1     | 3           | 2                | 5                |                  |                  |  |                    |                 |                 |                 |                 |              |   |                          |                          |                          |                          |
|  | Deportivo Táchira      |                    |                  |                  |       | 3           | 2                | 5                |                  |                  |  |                    |                 |                 |                 |                 |              |   |                          |                          |                          |                          |
|  | Nacional               | 0                  | 2                | 2                |       |             |                  |                  |                  |                  |  |                    |                 |                 |                 |                 |              |   |                          |                          |                          |                          |
|  | Nacional               | 0                  | 2                | 2                |       |             |                  |                  |                  |                  |  | São Paulo          | 0               | 1               | 1               |                 |              |   |                          |                          |                          |                          |
|  |                        |                    |                  |                  |       |             |                  |                  |                  |                  |  | São Paulo          | 0               | 1               | 1               |                 |              |   |                          |                          |                          |                          |
|  |                        | Once Caldas        | 0                | 2                | 2     |             |                  |                  |                  |                  |  |                    |                 |                 |                 |                 |              |   |                          |                          |                          |                          |
|  | LDU Quito              | Once Caldas        | 0                | 2                | 2     | 4           | 0                | 4 (3)            |                  |                  |  |                    |                 |                 |                 |                 |              |   |                          |                          |                          |                          |
|  | LDU Quito              |                    |                  |                  |       | 4           | 0                | 4 (3)            |                  |                  |  |                    |                 |                 |                 |                 |              |   |                          |                          |                          |                          |
|  | Santos (pen)           | 2                  | 2                | 4 (5)            |       |             |                  |                  |                  |                  |  |                    |                 |                 |                 |                 |              |   |                          |                          |                          |                          |
|  | Santos (pen)           | 2                  | 2                | 4 (5)            |       | Santos      | 1                | 0                | 1                |                  |  |                    |                 |                 |                 |                 |              |   |                          |                          |                          |                          |
|  |                        |                    |                  |                  |       | Santos      | 1                | 0                | 1                |                  |  |                    |                 |                 |                 |                 |              |   |                          |                          |                          |                          |
|  |                        | Once Caldas        | 1                | 1                | 2     |             |                  |                  |                  |                  |  |                    |                 |                 |                 |                 |              |   |                          |                          |                          |                          |
|  | Barcelona de Guayaquil | Once Caldas        | 1                | 1                | 2     | 0           | 1                | 1 (2)            |                  |                  |  |                    |                 |                 |                 |                 |              |   |                          |                          |                          |                          |
|  | Barcelona de Guayaquil |                    |                  |                  |       | 0           | 1                | 1 (2)            |                  |                  |  |                    |                 |                 |                 |                 |              |   |                          |                          |                          |                          |
|  | Once Caldas (pen)      | 0                  | 1                | 1 (4)            |       |             |                  |                  |                  |                  |  |                    |                 |                 |                 |                 |              |   |                          |                          |                          |                          |

### Finais
Jogo de ida
| 23 de junho   | Boca Juniors | 0 – 0     | Once Caldas | Estádio La Bombonera, Buenos Aires          |
| 21:45 (UTC-3) |              | Relatório |             | Público: 57 012 Árbitro: URU Gustavo Méndez |

Boca Juniors: Abbondanzieri, Alvarez, Schiavi, Burdisso e Rodríguez; Ledesma, Villarreal, Cagna (Cangele) e Iarley; Schelotto e Barijho. Técnico: Carlos Bianchi
Once Caldas: Henao, Rojas, Vanegas, Cataño e García; Viáfara, Velásquez, Arango e Valentierra (Araújo) (Ortegon); Soto e Agudelo (Alcázar). Técnico: Luis Fernando Montoya
Jogo de volta
| 1 de julho    | Once Caldas | 1 – 1     | Boca Juniors | Estádio Palogrande, Manizales |
| 19:45 (UTC-5) | Viáfara 7'  | Relatório | Burdisso 52' | Árbitro: CHI Carlos Chandía   |

Once Caldas: Henao, Miguel Rojas, Vanegas, Cataño e García (Ortegon); Viáfara, Velásquez, Valentierra e Soto; Moreno (Díaz) e Alcázar (Agudelo). Técnico: Luis Fernando Montoya
Boca Juniors: Abbondanzieri, Perea, Schiavi, Burdisso e Rodríguez; Villarreal, Cascini, Vargas e Cagna (Caneo); Cangele e Tévez. Técnico: Carlos Bianchi
|                                  |       | Penalidades                      |  |
| Valentierra Soto Ortegón Agudelo | 2 – 0 | Schiavi Cascini Burdisso Cángele |  |

## Premiação
| Copa Libertadores da América de 2004 |
| Colômbia                             |
| ------------------------------------ |
| ONCE CALDAS Campeão (1º título)      |

## Ligações Externas
- Site oficial da CONMEBOL (em inglês e em espanhol)